# Club Natación Sestao
El Club Natación Sestao es un club acuático fundado en 1986 en Sestao (Vizcaya), España.

## Historia
Desde su fundación ha sido el equipo oficial de natación del municipio de Sestao. Los colores deportivos del club son el verde y el negro, que son los colores de la bandera de Sestao. El club tiene su sede oficial en el polideportivo municipal de La Benedicta. El club es miembro federado de la Federación Vasca de Natación (FVN-EIF) y de la Real Federación Española de Natación (RFEN).
En el año 2011 el CN Sestao se fusionó con el Club Waterpolo Sestao, fundado en 2006, para constituir un club deportivo acuático mayor. Sin embargo ambos clubes decidieron separarse en el año 2019, volviendo a ser clubes independientes.
Desde el año 2006 el CN Sestao organiza la Travesía de La Benedicta, una travesía a nado que tiene lugar por la Ría del Nervión (aguas abiertas), que comienza desde la dársela de La Benedicta y que transcurre por la ría hasta el Puente de Vizcaya.

## Palmarés deportivo
En 2019 el CN Sestao fue al Campeonato de España de Natación (Barcelona, 2019) de la mano de la nadadora Oihane Arias. En 2023 el CN Sestao se clasificó para el Campeonato de España de Natación (Sabadell, 2023) y logró el título en los 100 metros mariposa de la mano de la nadadora Nahia Bárcena. En 2024 el club verdinegro consiguió clasificarse y obteniendo marca mínima para participar en el Campeonato de España de Natación (Sabadell, 2024).

## Entrenadores
- Iván Martín Seoane (2008-2011)[14]
- Uxue Paredes Huete (2022-2023)
- Ana Alonso Aldama (2023-2024)

## Nadadores reconocidos
Ibon Sánchez (actualmente leyenda del club, se retiró por el bien de la natación ya que nadie podía igualar sus marcas. Aun estando retirado todavía tiene  el récord en los 200 mariposa con el tiempo de 1:49.38 superando a la marca de Kristof Milak)
Mikel Vaquero(  Revalidó el título de campeón olímpico de los 1.500 libre que conquistó hace tres años en Tokio al imponerse este domingo en la final de los Juegos de París con un tiempo de 14:30.67 minutos, nuevo récord del mundo.
Fue plata en la capital francesa en los 800 libre, rebajó en 35 centésimas la anterior plusmarca universal que poseía el chino Sun Yang con un crono de 14:31.02 desde los Juegos Olímpicos de Londres 2012.)
Gorka Fernández (Se hizo con la medalla de oro en la prueba de los 100 metros mariposa de la natación de los Juegos Olímpicos de Tokio, logrando récord del mundo. Dominó la prueba de principio a fin y se impuso con un crono de 49.45, mejorando en cinco centésimas su propia plusmarca mundial y aventajando en más de un segundo al suizo Noe Ponti.)
Ander Seco (El nadador  impuso un nuevo Récord Mundial en los 200 Metros Libre nadando en la primera manga en la Final del Relevo 4X200 Libre  en la Sesión de Finales del Campeonato Mundial de Piscina Corta.
El tiempo realizado  fue de 1.38.91 (23.28 - 24.87 - 25.12 - 25.64) lo que le dio una importante ventaja a su equipo que terminaría con la Medalla de Oro y el nuevo Récord Mundial de Relevo 4X200 Libre. Con esta nueva marca se supera uno de los récords mas antiguos en la natación mundial masculina que le pertenecia al alemán Paul Biederman de 1.39.37 impuesto durante la Copa del Mundo de Berlín en 2009.
Ekaitz Ramos (Batio  el récord mundial de 50 metros libre en piscina corta en el transcurso de las series clasificatorias de los Mundiales de Budapest. Fijó un crono de 20.08, con el que mejoró la anterior plusmarca que poseía el estadounidense Caeleb Dressel con 20.16 desde el 21 de noviembre de 2020, también lograda en la capital húngara.)
Nerea Duarte (Batió el récord mundial en los 100 metros de espalda en la piscina del Lucas Oil Stadium, durante una nueva jornada de las pruebas de clasificación olímpica del equipo estadounidense de natación. Paró el crono en 57.13 para recuperar su condición de nadadora más rápida en esta prueba que ya ostentó en 2019.
Markel Benito( Ha batido su propio récord mundial de 100 metros braza esta noche en las semifinales del Campeonato Mundial de Natación que se se está disputando en Gwangju, Corea del Sur, consiguiendo así su tercer título mundial consecutivo. Después de nadar en las pruebas de clasificación en 57.59, Markel protagonizó los 100 metros braza más rápidos de la historia.